# Grand Magus
Grand Magus ist eine Heavy-Metal-Band aus Stockholm.

## Geschichte
Sänger und Gitarrist Janne „JB“ Christoffersson gründete Grand Magus 1996 unter dem Namen Smak. Nachdem der „Iggy“ genannte Schlagzeuger der Band ausstieg, beschlossen Christoffersson und der Bassist Mats „Fox“ Hedén Skinner härtere, mehr am Metal orientierte Musik zu spielen. Mit Fredrik „Trisse“ Liefvendahl fanden die beiden Musiker eine entsprechende Ergänzung über einen Aushang in einem lokalen Pub. In dieser Besetzung nahm Smak das Demo Firepower 99’ auf und versandte es an mehrere Label. Music for Nations forderte daraufhin weiteres Probematerial der Gruppe an. Das zweite Demoband Demo Two Thousand sandte die Band als Grand Magus an Music for Nations. Den Label-Mitarbeitern erschien die Musik jedoch „zu heavy“ für den eigenen Katalog, woraufhin es die Demoaufnahmen an das von Lee Dorrian geführte Doom-Metal-Label Rise Above Records, mit welchen Music for Nations einen Vertrag besaß, weiterleiteten. Rise Above Records bekundete Interesse, schloss jedoch keinen Vertrag ab. Indes erhielt Mike Amott von Spiritual Beggars, das zweite Demo über einen gemeinsamen Bekannten. Als Greg Anderson von Southern Lord kurz darauf Spiritual Beggars die Veröffentlichung einer Split-Single vorschlug wählte Amott Grand Magus als Partner für die 2001 erschienene Single It’s over. Zeitgleich arbeitete die Band ihr Material weiter aus, um sich bei anderen Firmen vorzustellen, da von Rise Above eine Rückmeldung ausblieb. Erst nachdem Grand Magus ein Pre-Album-Demo aufgenommen und verbreitet hatte, trat Rise Above erneut an die Band mit der Bitte um weitere Hörproben heran. Grand Magus sandte dem Label das jüngste Demo und bekam damit eine Vertragszusage binnen einer Woche. Das selbstbetitelte Debütalbum erschien zum Ende des Jahres 2001 über Rise Above.
Die Aufnahmen zu Grand Magus fanden in den Das Boot Studios in Stockholm statt. Der Dismember-Schlagzeuger Fred Estby produzierte, mischte und masterte das Album. Mit Veröffentlichung wurde das Album überwiegend mittelmäßig beurteilt. Andreas Himmelstein beschrieb die Musik in einer für das Rock Hard verfassten Kritik als „auf Dauer doch ein wenig zu zäh“ und vergab sechs von zehn möglichen Punkten. Brian O’Neill vergab in einer für das Webzine Allmusic verfassten Kritik drei von möglichen fünf Sternen. Dagegen kürte das Magazin Metal Hammer Grand Magus zum Album des Monats mit sechs von sieben möglichen Punkten. Ein Erfolg, an den einige der nachfolgenden Alben anknüpfen konnten. So kürte die Metal-Hammer-Redaktion Iron Will 2008, Hammer of the North 2010 und The Hunt 2012 und Triumph and Power 2014 zu den Alben ihrer jeweiligen Veröffentlichungsmonate.
Bis zum Jahr 2008 blieb Grand Magus bei Rise Above unter Vertrag und spielte für das Label nach dem Debüt die Alben Monument, Wolf’s Return und Iron Will ein. In der Zwischenzeit bestritt die Band im Winter 2005/2006 eine mehrwöchige Europa-Tournee mit Cathedral und Electric Wizard. Nach dieser Tour verließ Schlagzeuger Liefvendahl die Band und wurde durch Sebastian „SEB“ Sippola ersetzt. Im Jahr 2007 trat die Gruppe mit Candlemass in Stockholm, Athen und Großbritannien auf, bevor sie im September das Album Iron Will aufnahm. Das Album erschien im Juni 2008, nachdem die Band Auftritte als Vorgruppe für Primordial sowie auf dem Roadburn Festival absolviert hatte. Iron Will, mit dem Grand Magus ihre Partnerschaft mit Rise Above beendeten, wurde gespalten aufgenommen. Während das Album von der Redaktion des Metal Hammer mit sieben von sieben Punkten zum Album des Monats gekürt wurde und auch von der Redaktion des Rock Hard zum Album des Monats gewählt wurde, erhielt es auf Metal.de lediglich drei von zehn Punkten und wurde als „langweilig, bekümmert [und] uninspiriert“ bezeichnet. Greg Prato vergab in seiner für Allmusic verfassten Besprechung zweieinhalb von fünf möglichen Punkten und bezeichnete es, in Anspielung auf den True Metal und Manowar, als perfekten Soundtrack, um einen pelzigen Lendenschurz anzuprobieren oder einige Sätze Bankdrücken zu absolvieren.

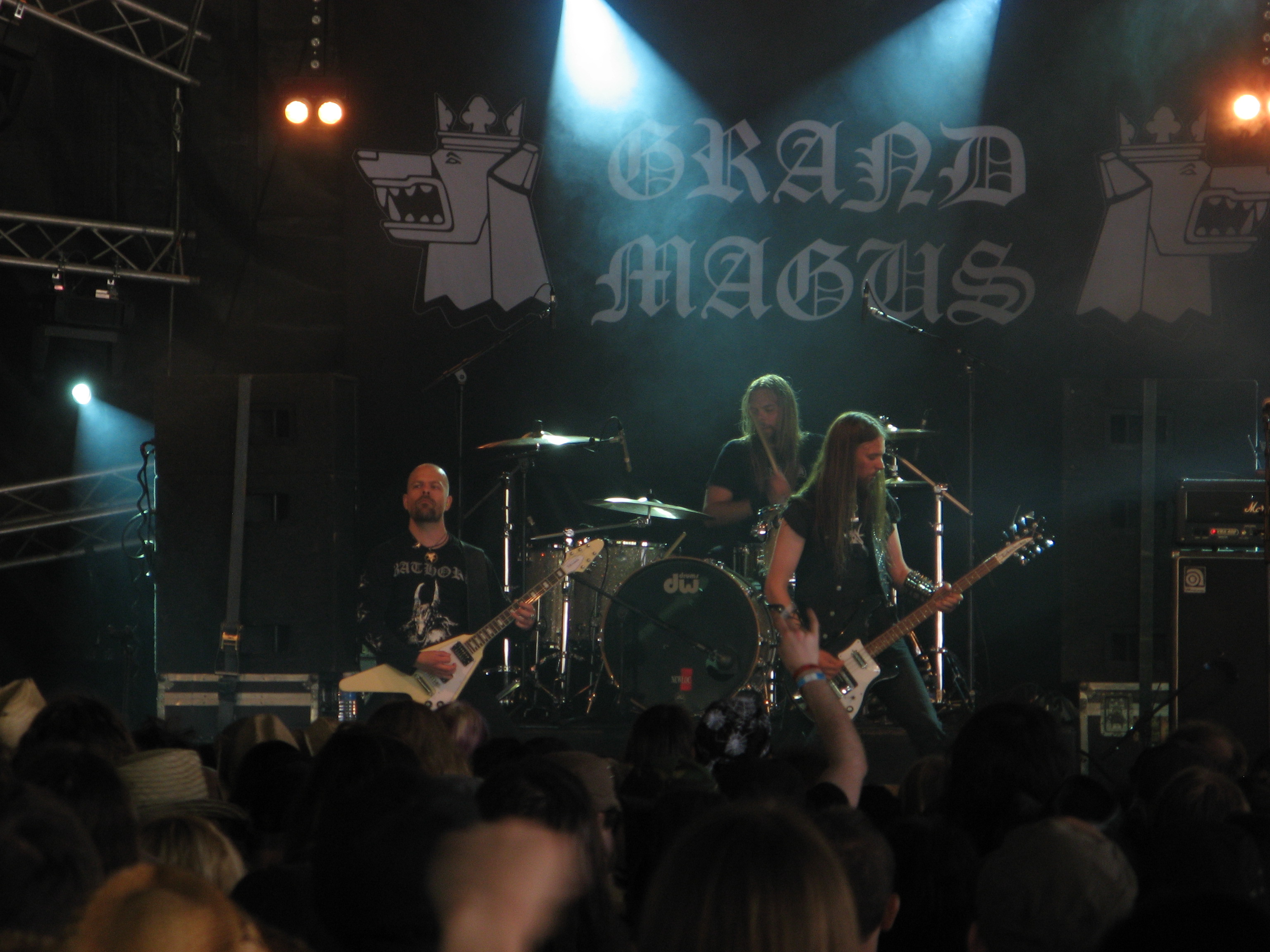
Grand Magus beim Hellfest 2009

Im Anschluss an die Veröffentlichung von Iron Will bestritt die Band europaweite Festivalauftritte und mehrere Tourneen. Darunter waren eine Deutschland- und eine Großbritannien-Tournee sowie Auftritte beim schwedischen Sweden Rock Festival, bei den deutschen Festivals Rock Hard Festival, Wacken Open Air, Summer Breeze, beim britischen Hammerfest, beim französischen Hellfest und beim norwegischen Inferno Festival. Zum Ende des Jahres 2009 gab die Gruppe sodann den Vertragsabschluss mit Roadrunner Records bekannt. Mit Hammer of the North erschien im Juni 2010 das angekündigte Album über Roadrunner Records. Erneut zeigten sich die Kritiken überwiegend positiv. Insbesondere im Metal Hammer und Rock Hard wurde das Album als Album des Monats hoch gelobt. Mittelmäßige Bewertungen wie jene von Eduardo Rivadavia für Allmusic waren hingegen selten. Hinzukommend erreichte das Album den 42. Platz der deutschen Albumcharts. Ein Erfolg den Grand Magus mit den nachkommenden Alben ausbauen konnte. Es folgten weitere Konzerte. Unter anderem Auftritte im Vorprogramm der Europatournee von Motörhead und Doro Pesch 2010. Sowie gemeinsame Tour-Aktivitäten mit Bullet, Steelwing, Skull Fist und Vanderbuyst.
Um sich verstärkt seiner Familie zu widmen, verließ Schlagzeuger Sippola die Band im April 2012, während diese sich im Produktionsprozess des nächsten Albums befand. Als Ersatz stieg Ludwig Witt von Shining und Spiritual Beggars bei Grand Magus ein. Im Mai 2012 erschien The Hunt via Nuclear Blast, über welches Grand Magus ebenso die nachkommenden Alben Triumph and Power, Sword Songs und Wolf God veröffentlichten. Die Alben erreichten die deutschen, schweizerischen und österreichischen Album-Charts. Ebenso blieb die Rezeption der Alben überwiegend positiv. Insbesondere im Metal Hammer wurden unterschiedliche Alben der Band zum Album des Monats gewählt.

## Stil
Im Verlauf ihrer frühen Karriere variierte die Band ihren Stil mit jeder Veröffentlichung. Die Musiker bezeichneten die Variationen zwischen dem auf dem Debüt präsentierten Stoner Rock, dem auf Monument gespielten Doom Metal und den mit den nachfolgenden Veröffentlichungen immer stärker zunehmenden Heavy Metal als Reaktion auf die unmittelbar vorherige Veröffentlichung.

„we’ve changed throughout our career. I think our albums have been reactions to what we’ve done before. When we’d done our previous album ‘Monument’ we kind of felt that it was as heavy and slow as we wanted to make an album and decided to try and do faster and more aggressive stuff for the next one. We’re not afraid to take chances and we also need to keep ourselves interested. I’m sure the next one will be different from ‘Wolf’s Return’[.]“

„Wir haben uns in unserer Karriere andauernd verändert. Ich denke, unsere Alben reagierten auf das, was wir vorher gemacht haben. Als wir ‘Monument’ gemacht hatten, hatten wir das Gefühl, dass es so heavy und langsam war, wie wir ein Album machen wollten. Daraufhin beschlossen wir das nächste Album schneller und aggressiver zu machen. Wir haben keine Angst vor Veränderungen und wir wollen interessiert bleiben. Ich bin mir sicher, dass das nächste Album sich von ‘Wolf’s Return’ unterscheiden wird[.]“

Mit späteren Veröffentlichungen festigte die Band entgegen der von Christoffersson getätigten Aussage einen am klassischen Heavy Metal orientierten Stil, den die Band zwar in Nuancen variierte, jedoch in seinem Wesen fortan beibehielt. In Rezensionen wird zumeist Black Sabbath mit Ronnie James Dio als Vergleich angeführt, insbesondere die Alben Mob Rules und Heaven and Hell werden hier als Orientierungspunkt benannt. Gelegentlich werden die frühen Manowar als hinzukommende Vergleichsgröße angeführt.

## Bandmitglieder

Grand Magus live auf dem Rockharz 2019
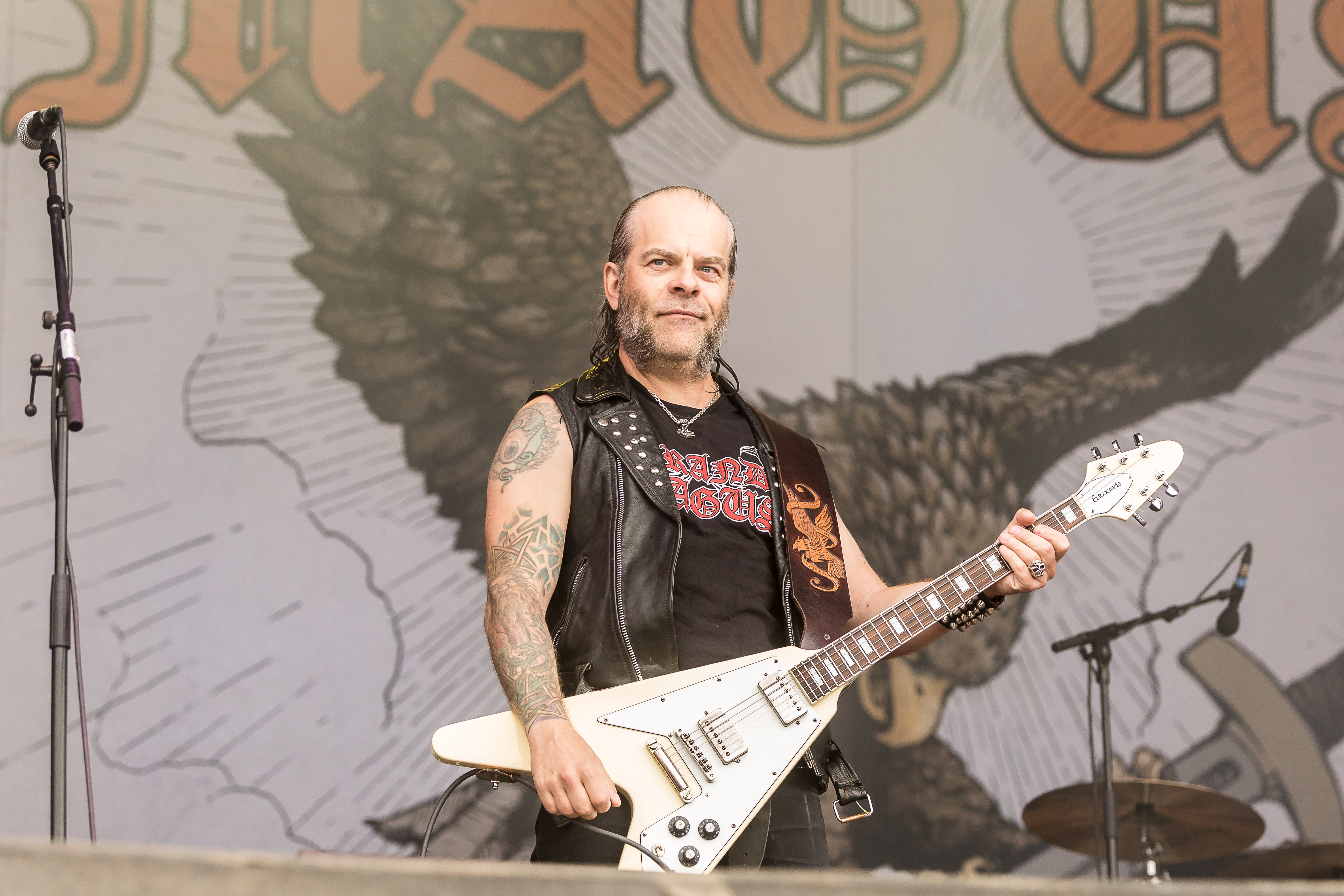
Sänger und Gitarrist Janne „JB“ Christoffersson
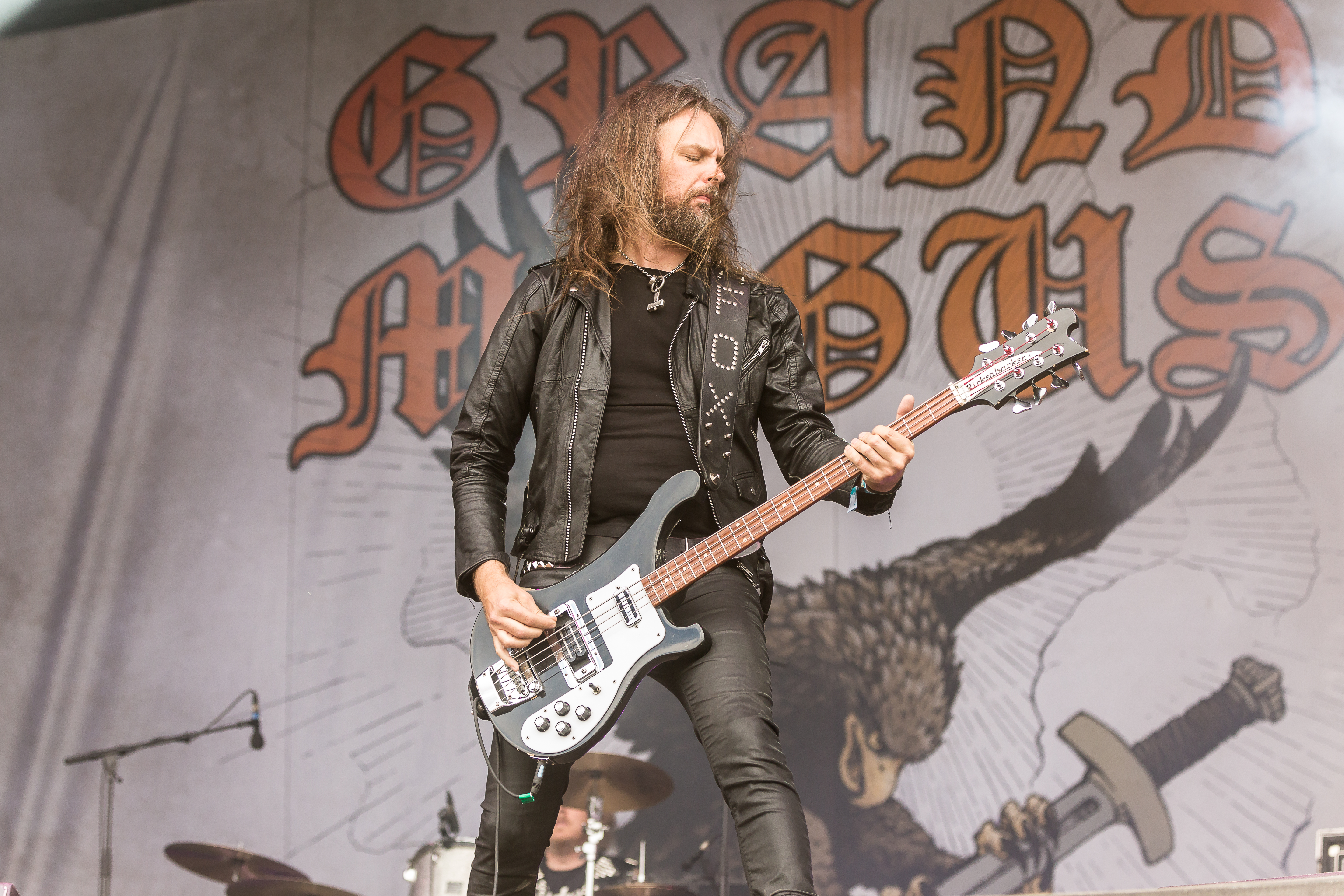
Bassist Mats Fox Hedén Skinner
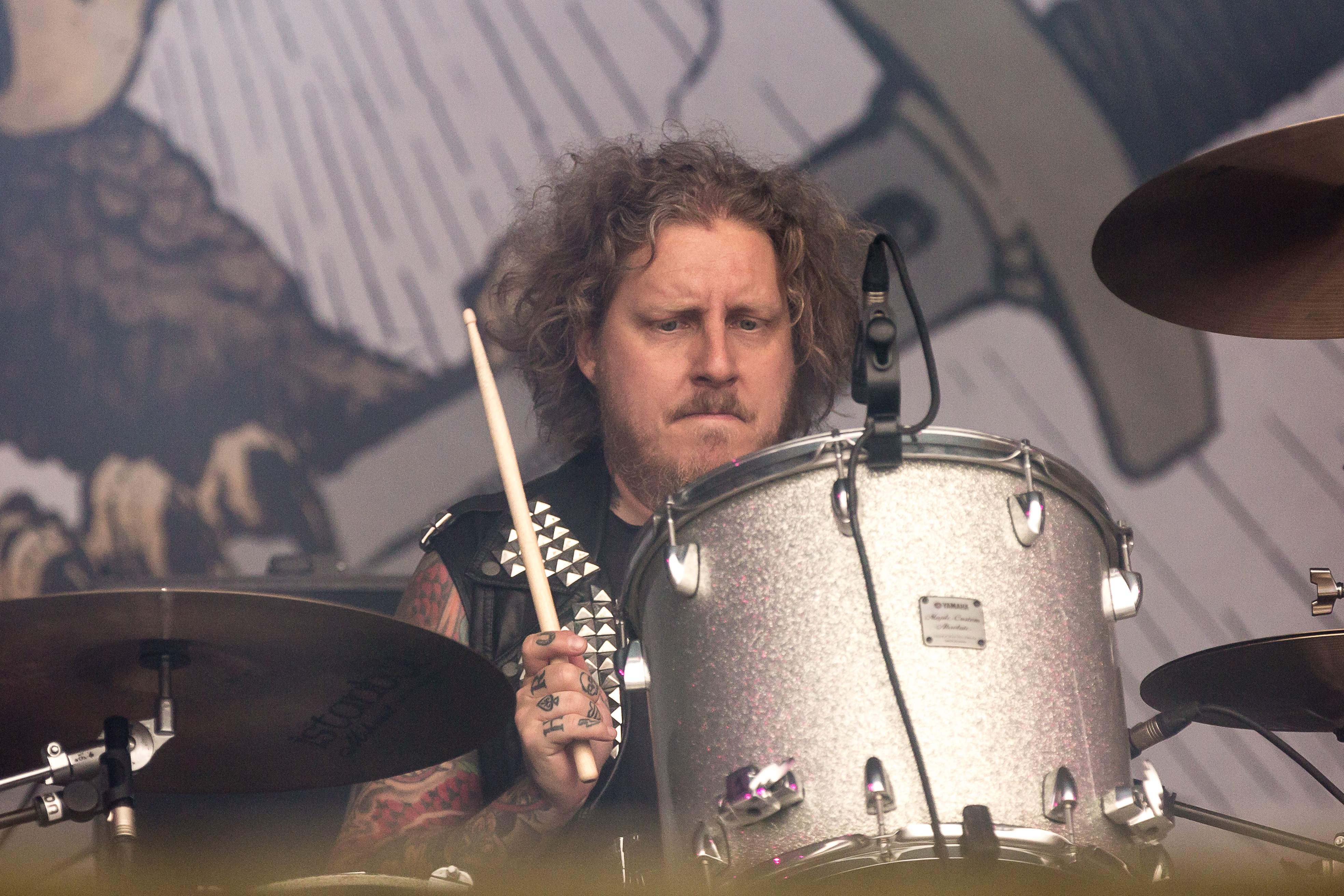
Schlagzeuger Ludwig Witt

## Diskografie

### Alben
| Jahr | Titel Musiklabel                       | Höchstplatzierung, Gesamtwochen, AuszeichnungChartplatzierungen (Jahr, Titel, Musiklabel, Platzierungen, Wochen, Auszeichnungen, Anmerkungen) | Höchstplatzierung, Gesamtwochen, AuszeichnungChartplatzierungen (Jahr, Titel, Musiklabel, Platzierungen, Wochen, Auszeichnungen, Anmerkungen) | Höchstplatzierung, Gesamtwochen, AuszeichnungChartplatzierungen (Jahr, Titel, Musiklabel, Platzierungen, Wochen, Auszeichnungen, Anmerkungen) | Höchstplatzierung, Gesamtwochen, AuszeichnungChartplatzierungen (Jahr, Titel, Musiklabel, Platzierungen, Wochen, Auszeichnungen, Anmerkungen) | Anmerkungen                             |
| Jahr | Titel Musiklabel                       | DE | AT | CH | SE | Anmerkungen                             |
| ---- | -------------------------------------- | --- | --- | --- | --- | --------------------------------------- |
| 2001 | Grand Magus Rise Above                 | — | — | — | — | Erstveröffentlichung: 5. November 2001  |
| 2003 | Monument Rise Above                    | — | — | — | — | Erstveröffentlichung: 25. November 2003 |
| 2005 | Wolf’s Return Rise Above               | — | — | — | — | Erstveröffentlichung: 14. Juni 2005     |
| 2008 | Iron Will Rise Above                   | — | — | — | — | Erstveröffentlichung: 9. Juni 2008      |
| 2010 | Hammer of the North Roadrunner Records | DE42 (2 Wo.)DE | AT73 (1 Wo.)AT | — | — | Erstveröffentlichung: 21. Juni 2010     |
| 2012 | The Hunt Nuclear Blast                 | DE42 (1 Wo.)DE | AT68 (1 Wo.)AT | CH76 (1 Wo.)CH | SE49 (1 Wo.)SE | Erstveröffentlichung: 25. Mai 2013      |
| 2014 | Triumph and Power Nuclear Blast        | DE21 (2 Wo.)DE | AT36 (1 Wo.)AT | CH59 (1 Wo.)CH | — | Erstveröffentlichung: 31. Januar 2014   |
| 2016 | Sword Songs Nuclear Blast              | DE30 (2 Wo.)DE | AT59 (1 Wo.)AT | CH47 (1 Wo.)CH | — | Erstveröffentlichung: 13. Mai 2016      |
| 2019 | Wolf God Nuclear Blast                 | DE24 (3 Wo.)DE | AT59 (1 Wo.)AT | CH34 (1 Wo.)CH | — | Erstveröffentlichung: 19. April 2019    |
| 2024 | Sunraven Nuclear Blast                 | DE32 (1 Wo.)DE | AT31 (1 Wo.)AT | CH50 (1 Wo.)CH | — | Erstveröffentlichung: 18. Oktober 2024  |

### Splits
- 2001: It’s Over (Split mit Spiritual Beggars, Southern Lord)

### Singles
- 2010: Hammer of the North (Roadrunner Records)
- 2010: At Midnight They’ll Get Wise (Roadrunner Records)
- 2013: Triumph and Power (Nuclear Blast)

### Demos
- 1999: Firepower 99’ (Selbstverlag)
- 2000: Demo Two Thousand (Selbstverlag)